# Stelle principali della costellazione dell'Unicorno
Segue un prospetto delle stelle principali della costellazione dell'Unicorno, elencate per magnitudine decrescente.